# Kongou Gonga
Kongou Gonga (auch: Kongou Ganda) ist ein Dorf im Arrondissement Niamey IV der Stadt Niamey in Niger.

## Geographie
Das von einem traditionellen Ortsvorsteher (chef traditionnel) geleitete Dorf liegt im ländlichen Gemeindegebiet von Niamey an einem Trockental. Zu den umliegenden Siedlungen zählen die Weiler Maouri Windi und Kouara Béri im Nordosten, der Weiler Kongou Laba im Südosten und das Dorf Kongou Gorou im Südwesten. Im traditionellen Herrschaftssystem untersteht der Ortsvorsteher von Kongou Gonga dem Kantonschef von Saga.

## Bevölkerung
Bei der Volkszählung 2012 hatte Kongou Gonga 813 Einwohner, die in 96 Haushalten lebten. Bei der Volkszählung 2001 betrug die Einwohnerzahl 363 in 56 Haushalten.

## Wirtschaft und Infrastruktur
Die öffentliche Grundschule Ecole primaire de Kongou Gonga wurde 1987 gegründet.